# 东京全日空洲际酒店
东京全日空洲际酒店（日语：／）是位于日本东京都赤坂方舟之丘的高級酒店，由洲际全日空日本酒店集团经营。

## 概要
酒店位于“方舟之丘”再开发工程内，占地面积5.6公顷，横跨赤坂至六本木地区。酒店工程由森大廈主导，与三得利音樂廳、朝日電視台ARK放送中心、ARK森大厦、ARK塔楼同步建设。该酒店为全日本空輸旗下全日空酒店之旗舰店「東京全日空酒店」，1986年6月7日开业，由子公司全日空企业管理。
2006年10月，有鉴于外企大举进入日本国内酒店市场，全日空为加强其在国内酒店市场的竞争力，与英商洲際酒店集團结成资本商业联盟，同年12月成立「洲际全日空日本酒店集团」。此后，东京全日空酒店转隶该公司，并于2007年4月更名为「东京全日空洲际酒店」。同月、全日空宣布以2813亿日圆（约合人民币13.36亿元）将其拥有不动产的十三家直营酒店售予美国摩根士丹利，同年6月，物业正式售予摩根士丹利在日特定目的会社“城山地产”。
建筑主体采三角网格设计，其基本概念是在高层利用锐角创造出一种航司酒店的象征意义，而在低层则最大限度地利用三角形网格和有机平面结构的连续性。
酒店设844间客房、11间餐厅和酒吧、购物商场、20个大小宴会厅、健身室、花园泳池、美容美发沙龙和商务中心。

## 周边交通
- 铁路
  - 东京地铁銀座線・南北线溜池山王站（13号出口，步行需3分钟）
  - 東京地铁南北線六本木一丁目站（步行需5分钟）
  - 东京地铁丸之內線國會議事堂前站（步行需13分钟，经由溜池山王站）
  - 东京地铁日比谷線神谷町站（步行需10分钟）
- 其他
  - 东京机场交通提供接驳成田国际机场与東京國際機場的公车服务。
  - 从澀谷站、六本木站或新桥站乘坐都營巴士1号线（日语：都営バス渋谷営業所）到赤坂方舟之丘下车，步行约1分钟。 涩谷站和六本木站与方舟之丘之间也有巴士服务。